# 楊鶴霄
楊 鶴霄（よう かくしょう / ヤン・ヘーシャオ、杨鹤霄）は、中華民国空軍の軍人。

## 経歴
第15混成旅（旅長：孫岳）幹部訓練班修了。1922年秋に成立した保定航空隊飛行練習生隊に配属。1923年、保定航空教練所が設立されると学生として編入。1924年、第二次奉直戦争で保定航空教練所が国民軍第3軍（軍長：孫岳）に接収された時には、孫岳に進言して国民第3軍航空司令部が編成され、12月に航空教練所は国立保定航空学校に改称された。
1925年6月14日、保定航空学校卒業。7月11日、国民第3軍航空司令部航空先遣隊隊長、楊は劉牧群、甄中和、劉義曾の4名とヴィッカーズ VIM（小ビミーと呼ばれた）2機で陝西省に派遣された。
翌1926年2月、卒業生で航空隊が編成され、航空第1隊隊長となった。6月、討賊聯軍航空司令部航空第1隊（隊長：趙歩墀）中隊長。
国民革命軍に投降後、1927年7月、寧漢戦争で漢口が李宗仁率いる第4集団軍に制圧されると、同航空隊（隊長：劉國楨）隊附。1928年7月、劉國楨が殉職すると隊長に就任し、張宗昌や褚玉璞の残存部隊との戦闘に参加。
1929年9月、航空第3隊（隊長：李泯）副隊長。
1931年8月10日、軍政部航空第4隊隊長。
1933年7月18日、軍政部空軍轟炸（爆撃）第1隊隊長。
1934年、中央航空学校高級班に在校。
1935年9月7日、空軍少校。
1936年の両広事変によって広東空軍が中央空軍に吸収されると、成都轟炸総隊総隊長。1937年9月、広州・天河の駐粤空軍指揮部（指揮官：劉牧群）参謀長。日中戦争勃発後の1938年3月、駐粤空軍指揮部が空軍第2路司令部に改編されると司令官代理。
1939年5月、伊寧教導総隊総隊長。
1943年1月14日、空軍中校。
1943年2月、空軍第1路司令官。同年6月、梁山の戦闘での失策で司令官を解任され、5年の刑を下された。
1946年11月22日、空軍上校。
1948年9月3日、障害により退役。大陸が中国共産党の手に落ちた後に殺害されたと伝えられている。

## 勲章
- 六等宝鼎勲章（中国語版）　1931年4月29日[26]
- 抗戦勝利勲章（中国語版）　1946年10月10日[27]

## 参考
- 马毓福編著 (1994). 1908-1949中国军事航空. 航空工业出版社
- 盧克彰編著 (1974). 空軍建軍史話. 空軍總部政治作戰部
- 李天民 (1973). 中國航空掌故. 中國的空軍出版社
- 中国航空工业史编修办公室 (2013). 中国近代航空工业史（1909-1949）. 航空工业出版社. ISBN 978-7516502617
- 奚紀栄、武吉雲 (2003). “抗戦前中国航空隊史略(上)”. 軍事歴史研究 (国防大学国家安全学院) 3:  108-122 2019年6月19日閲覧。.